# 于勒姆
于勒姆，是匈牙利佩斯州所辖的一个村。总面积6.68平方公里，总人口7067，人口密度1057.9人/平方公里（2011年1月1日）。